# حسن أميلي
حسن أميلي أستاذ جامعي وباحث ومؤرخ مؤلف معاجم ومترجم وشاعر وكاتب أغاني، ولد في 24 يوليو 1958 في الرباط.

## سيرة
ولد في عائلة ذات أصول تعود لجنوب شرق المغرب من منطقة تازارين بزاكورة، وبعد الانتهاء من دراسته الابتدائية والثانوية في الرباط، واصل دراسته في جامعة محمد الخامس بالرباط، قسم التاريخ (1979).)، ناقش رسالة السلك الثالث تحت عنوان الجهاد البحري عند مصب بو رقراق في 17 ق تحت إشراف الدكتور محمد حاجي (1989))
.
بدأ حياته المهنية التدريس في عام 1990 كباحث في كلية الآداب والعلوم الإنسانية - جامعة الحسن الثاني بالمحمدية، حيث صدرت له عدة أعمال أكاديمية داخل وخارج المؤسسة في المغرب الدول العربية الأخرى، وخاصة في مجال التاريخ البحري الذي شكل أطروحة الدكتوراه للدولة (2002) تحت عنوان المغاربة والمجال البحرية 17-18, تحت إشراف الدكتور محمد بوشارب في كلية المحمدية.
اهتم بالتاريخ المحلي للمدن الساحلية، وخاصة مسقط رأسه الرباط، وكذلك المحمدية والدار البيضاء. وهكذا في علم الادب البحري والمعماري. من ناحية أخرى، منذ شبابه (1977-2004)، انضمت إلى الجمعية المغربية لتعليم الشباب (AMEJ)، واحدة من أولى الجمعيات الوطنية التطوعية في المغرب، التي أنشأها الزعيم الوطني المهدي بن بركة (1956)، والسيد الحيحي، وأصبح مساعد الأمين العام السيد السملالي داخل مكتبها المركزي (1993-1998) والأمين العام ونائب رئيس (1998-2004 عام الاستقالة.
منذ أوائل الثمانينيات، كان شغوفًا بالموسيقى والشعر، ألف نحو عشرين أغنية للتوجه السياسي والاجتماعي بالإضافة إلى أغاني الأطفال والمراهقين، والمجموعات الموسيقية المشاركة بهذا المعنى. مثل مجموعة «الرائد» و «الريحان»، كأول مجموعة شعرية شعبية (التحالف المغربي للشعر الشعبي) (1996-2004) مع الشاعر إدريس مسناوي.

## مناصبه
- أستاذ التاريخ الحديث بكلية الآداب والعلوم الإنسانية بالمحمدية.
- عضو مختبر الترجمة والعلوم الإنسانية بكلية الاداب والعلوم الإنسانية بالمحمدية.
- عضو الجمعية المغربية للبحث التاريخي AMRH
- مشرف على رسائل وأطروحات جامعية. .

### المنشورات
للدكتور حسن اميلي أكثر من ثلاثين مؤلفا من اهمها في مجال:

#### التاريخ
فضالة أو عودة الذاكرة، جامعة الحسن الثاني المحمدية سنة 2000، بالتعاون مع احمد سراجرقم الإيداع القانوني (ISBN 978-9954-0-0444-0)
-الجهاد البحري عند مصب بو رقراق في القرن السابع عشر، جامعة الحسن الثاني المحمدية، 2006.
- طريق الوحدة - صيف 1957، أمانة الدولة للشباب، الرباط، 2006.
- لاميج ملحمة النضال والأمل 50 سنة في خدمة الطفولة والشباب، مسار حركة جمعوية من خلال وثائقها الرسمية، منشورات الجمعية المغربية لتربية الشبيبة، ماي 2006. .
- الانتخابات الجماعية، صراعات نضالية، مع عبد الحفيظ أميلي، إصدارات المغرب، الدار البيضاء 2008.
- المرأة المغربية والمنطقة البحرية في القرنين السابع عشر والثامن عشر، مختبر الآثار والتراث الثقافي الساحلي، الرباط 2011، (ISBN 978- 9954-30-110-4)
-تازارين أيت عطا مسار واحة مروضة (ISBN 978-9954-28-808-5).
بالإضافة إلى العشرات من المقالات العلمية في مجلات تعنى بالتاريخ والآثار وخصوصا بالتاريخ الملاحي.

#### ترجمة
- فضالة بعيون معاصرة، جامعة الحسن الثاني المحمدية 2013، (ISBN 978-9954-0-4434-6)
- المراسى المغربية في مطلع القرن العشرين (موانئ المغرب للقائد هنري ديه) مع عادل يعقوب، جامعة الحسن الثاني، محمدية 2014، (ISBN 978-9981-1747-1-9)
- المغرب في بداية العصر العلوي، تاريخ فتوحات مولاي رشيد. بقلم جيرمان مويت، جامعة الحسن الثاني، محمدية 2015، (ISBN 978-9954-0). -4٬442-1).
- البحر في التقاليد والصناعات المحلية في الرباط، للويس برونو، المكتبة الوطنية للمملكة المغربية، الرباط 2016،(ISBN 978- 9954-517-33-8)
-«مدينة الرباط حتى الحماية الفرنسية تاريخ وأركيولوجيا»، من تأليف الكاتب الفرنسي جاك كايي وترجمة الدكتور حسن أميلي، بمساعدة الدكتور إبراهيم إغلان .
فاز بجائزة المغرب الترجمة سنة 2020

#### مونوغرافيات
- مونوغرافية تمبكتو لمونسنيور أوغسطين هاكارد، بالتعاون مع زليخة بنرمضان، مركز دراسات الصحراء، الرباط 2017، (ISBN 978-9954-578-62-9)

#### المعاجم -
ا لمعجم البحري (عربي-فرنسي-مغربي)، جامعة محمد الخامس السويسي، الرباط 2011، (ISBN 978-9981-0-5343-4)
- معجم البناء والعمارة (عربي-فرنسي-مغربي)، جامعة الحسن الثاني-المحمدية، 2014 ، (ISBN 978-9954-0-4440-7)

#### الشعر الزجلي
- ديوان البهموت، عفريت. مطبعة التكتل الوطني بتمارة 1996
.
- شهوة لحريك (نزوة الهجرة غير الشرعية)، نشر دار أبو رقراق الرباط 2011 أد.